# Villanueva del Campo
Villanueva del Campo község Spanyolországban,  Zamora tartományban. Villanueva del Campo Castroverde de Campos, Villar de Fallaves, Villamayor de Campos, Prado, Villalobos, Vega de Villalobos, Quintanilla del Molar, Roales de Campos és Valderas községekkel határos. Lakosainak száma 761 fő (2024).

## Népesség
A település népessége az utóbbi években az alábbiak szerint változott:
| Lakosok száma | 1084 | 1061 | 1021 | 996  | 954  | 927  | 874  | 818  | 787  | 761  |
|               | 2001 | 2004 | 2007 | 2009 | 2012 | 2014 | 2017 | 2019 | 2022 | 2024 |